# Odaiba Moonlight Serenade
Singles par Yūko Nakazawa
Karasu no Nyōbō
(1998) Junjō Kōshinkyoku
(1999)
Odaiba Moonlight Serenade (お台場ムーンライトセレナーデ) est le deuxième single de Yūko Nakazawa, interprété en duo avec Gen Takayama, sorti en 1998.

## Présentation
Le single, de genre enka, sort le 2 décembre 1998 au Japon sous le label zetima, alors que Yūko Nakazawa fait encore partie du groupe Morning Musume en parallèle. Il atteint la 29e place du classement de l'Oricon. Il se vend à 10 810 exemplaires la première semaine, et reste classé pendant trois semaines, pour un total de 18 340 exemplaires vendus.
Les deux chansons en duo du single figureront sur le premier album solo de la chanteuse, Nakazawa Yūko Dai Isshō, qui sort dix jours plus tard. La chanson-titre figurera aussi dix ans plus tard sur sa compilation Legend.

## Liste des titres
1. Odaiba Moonlight Serenade (お台場ムーンライトセレナーデ?)
2. Koibitotachi no Ballad (恋人たちのバラード?)
3. Odaiba Moonlight Serenade (Original Karaoke) (お台場ムーンライトセレナーデ (オリジナル ・カラオケ)?)
4. Odaiba Moonlight Serenade (Nakazawa Yuko Vocal Hairi) (お台場ムーンライトセレナーデ(中澤ゆうこボ-カル入り)?)
5. Odaiba Moonlight Serenade (Takayama Gen Vocal Hairi) (お台場ムーンライトセレナーデ (高山厳ボ-カル入り)?)